# Bahnhof Hollywood
Hollywood ist ein Bahnhof im Regional- und Fernverkehr an der Eisenbahnstrecke von Mangonia Park zum Flughafen Miami. Er befindet sich in Hollywood im Broward County, Florida.

## Geschichte
Der Bahnhof wurde ursprünglich 1928 von der Seaboard Air Line Railroad nach Plänen des Architekten Gustav Maass im mediterranen Baustil errichtet. Der Warteraum, der früher für die farbige Bevölkerung bestimmt war, wurde 1963 nach Ende der Rassentrennung in einen Büroraum der Seabord-Gesellschaft umgewandelt. Der Bahnhof ist mit dem Bahnhof Fort Lauderdale weiter nördlich optisch identisch.
Der Bahnhof wurde bis 1953 unter anderem von dem Luxus-Reisezug Orange Blossom Special angefahren. Der Silver Meteor, der 1971 von der Amtrak übernommen wurde, bedient seit 1939 den Bahnhof. Neben dem Silver Meteor hält heute auch der Silver Star in Hollywood. Seit 1989 wird der Bahnhof auch von den Regionalzügen der Tri-Rail angefahren.

## Anbindung
In Hollywood halten sowohl die Regionalzüge der Tri-Rail als auch die Fernzüge der Amtrak. Im Nahverkehr wird die Station von Bussen der Broward County Transit bedient. Der Bahnhof befindet sich direkt westlich der Interstate 95 sowie nördlich der Florida State Road 820.

### Schiene
| Linie         | Laufweg                                                                                 |
| ------------- | --------------------------------------------------------------------------------------- |
| Silver Star   | Miami Airport – Hollywood – Fort Lauderdale – ... – New York City                       |
| Silver Meteor | Miami Airport – Hollywood – Fort Lauderdale – ... – New York City                       |
|               | Miami Airport – ... – Golden Glades – Hollywood – Sheridan Street – ... – Mangonia Park |

### Broward County Transit
| Nummer | Verlauf                                                                                                 | Karte               |
| ------ | --- | ------------------- |
| 7      | Federal Highway (US 1) am Young Circle ↔ Pines Boulevard (SR 820) an der US 27 via Pines/Hollywood Blvd | Karte (PDF; 464 kB) |